# Liambo
Liambo é uma cidade e município angolano que se localiza na província de Cabinda.
Anteriormente parte do território do município de Cabinda, em 5 de setembro de 2024 foi criada como cidade e município da província de Cabinda. O território de Liambo corresponde aos antigos bairros e localidades do centro-norte do município de Cabinda, sendo: Simulambuco, Vala, Cabassango, Chibodo, Zongolo, São Vicente, Lucola, Chinga, Subantando, Caio — estes dez formam o núcleo central da cidade de Liambo —, Baca, Bucomazi, Fútila, Bungo Fuana e Chiadede (ou Siadede), além de outras localidades menores.
O município é constituído apenas pela comuna-sede.

## Infraestrutura
Em Liambo estão localizadas as mais importantes infraestruturas de ensino superior da província cabindina, sendo o campus-sede da Universidade 11 de Novembro e o campus-sede do Instituto Superior de Ciências da Educação de Cabinda.